# Комишна (присілок)
Коми́шна (рос. Камышная) — присілок у складі Кемеровського округу Кемеровської області, Росія.

## Населення
Населення — 417 осіб (2010; 345 у 2002).
Національний склад (станом на 2002 рік):
- росіяни — 94 %